# Ce qu'on entend sur la montagne
Ce qu'on entend sur la montagne talvolta citato anche come Bergsymphonie, è il primo dei tredici poemi sinfonici del compositore ungherese Franz Liszt. Esso è un'opera orchestrale ispirata al poema Feuilles d'automne (1831) di Victor Hugo.
Il titolo in lingua francese significa "Quello che si sente sulla montagna", ed il titolo alternativo in lingua tedesca è "Sinfonia della montagna".
Il pezzo, come molti lavori di Liszt, venne revisionato numerose volte prima di raggiungere la versione finale da noi conosciuta oggi. Venne originariamente composto negli anni 1848-9 e successivamente rielaborato nel 1850; la versione finale fu composta nel 1854.